# Sophie Métadier
Pour les articles homonymes, voir Métadier.
Sophie Métadier, née le 26 avril 1961 à Paris, est une femme politique française.
Maire de Beaulieu-lès-Loches de 2008 à 2021, elle est députée de la troisième circonscription d'Indre-et-Loire du 7 juin 2021 au 21 juin 2022.

## Biographie
Née le 26 avril 1961, Sophie Métadier est urbaniste de profession.
En 2008, elle est élue maire de la ville de Beaulieu-lès-Loches en Indre-et-Loire, poste auquel elle est réélue en 2014 et en 2020. À ce titre, elle siège à la communauté de communes Loches Sud Touraine, dont elle est vice-présidente.
À la suite de la démission de Sophie Auconie de son poste de députée pour des raisons de santé, elle est élue députée d'Indre-et-Loire lors d'une élection législative partielle le 6 juin 2021,. Candidate à sa succession lors des élections législatives françaises de 2022, elle est éliminée dès le premier tour le 12 juin.
Pendant son mandat, Sophie Métadier est restée conseillère municipale de Beaulieu-lès-Loches et conseillère communautaire de Loches Sud Touraine.
À la suite de la démission de Philippe Méreau le 5 septembre 2022, elle est réélue maire le lundi 12 septembre 2022.